# Tonsilla caecalis
Die Tonsilla caecalis (Syn. Tonsilla cecalis, dt. Blinddarmmandel) ist eine Ansammlung verdichteten lymphoretikulären Gewebes (Tonsille) an der Basis des Blinddarms bei Vögeln. Die Blinddarmmandel tritt zusätzlich zu den Peyer-Platten auf. Auch im Bereich der Speiseröhre ist bei Vögeln lymphatisches Gewebe vorhanden, das als Tonsilla oesophagealis bezeichnet wird.